# Благовещенский, Василий Тимофеевич
Васи́лий Тимофе́евич Благове́щенский (1801 или 1802, Екатеринославская губерния, Российская империя — 31 августа [12 сентября] 1864, Ревель, Российская империя) — русский писатель

 и педагог, критик крепостничества в Эстонии.

## Биография
Родился в декабре 1801 года в Екатеринославской губернии. Окончил Московский университет. С 1823 года работал учителем русского языка в Бауске, Везенберге, Феллине и Дерпте. В 1843 году был назначен смотрителем Екатерининского училища в Риге, позже — инспектором рижской гимназии и цензором. В 1850 году был перемещён цензором в Ревель.
К Махтраскому восстанию 1858 года в Северной Эстонии отнёсся сочувственно. Под влиянием этих событий написал книгу «Эстонец и его господин» («Der Este und sein Herr. Von einem der weder ein Este noch dessen Herr ist», издана в 1861 году в Германии на немецком языке без имени автора). В этой книге содержится резкая критика балтийских немцев-мызников и описывается тяжёлое социально-экономическое положение эстонских крестьян. Книга вызвала широкий резонанс.